# 진공 아크
진공 아크(vacuum arc)는 좋은 진공과 접촉하는 금속 전극의 표면 중 가열을 통한 전자 (열전자 방출) 또는 전계 전자 방출을 야기하기에 충분한 전계를 통해 방출하기 시작할 때 발생할 수 있다. 일단 시작되면, 해제된 입자는 고속 입자 충돌을 통해 금속 표면을 가열, 전계로부터 운동 에너지를 얻을 수 있기 때문에 진공 아크를 지속할 수 있다. 이 과정은 따라서 아크를 유지, 더 많은 입자를 해제하는 백열 음극 자리를 만들수 있다. 충분히 높은 전류에서 백열 양극 점은 또한 형성될 수도 있다.

## 유형
진공 방전은 진공관의 특정 유형 및 고전압 진공 스위치의 중요한 유형이 있다. 열전자 진공 아크(TVA)는 순수한 금속 및 지향성 에너지와 이온을 함유하는 세라믹 기체 플라즈마를 생성하는 플라즈마 공급원의 또다른 유형이다. TVA 방전이 물질을 함유하는 가열된 음극 (전자총)과 양극 (텅스텐 도가니)사이의 높은 진공 상태에서 점화될 수 있다.

## 같이 보기
- 글로 방전
- 음극 아크 퇴적물

## 참조
- Messyats, Gennady A.; Proskurovsky, D. I. (1989년). 《Pulsed Electrical Discharge in Vacuum (Springer Series on Atoms and Plasmas , 5)》 5판. Springer-Verlag. ISBN 0-387-50725-6.